# SpaceX CRS-17
SpaceX CRS-17 eller SpX-17 var en obemannad flygning till Internationella rymdstationen med SpaceX:s rymdfarkost Dragon. Farkosten sköts upp en Falcon 9-raket, från Cape Canaveral SLC-40, den 4 maj 2019. Den 6 maj 2019 dockades farkosten med rymdstationen, med hjälp av Canadarm2.
Farkosten lämnade rymdstationen den 3 juni 2019, några timmar senare återinträdde den i jordens atmosfär och landade i Stilla havet.

## Dragon
Flygningen var den andra för Dragon-kapseln. Första flygningen var CRS-12.

## Falcon 9
Flygningen var den första för raketens första steg. Första steget landade på Autonomous spaceport drone ship, som denna gång låg några få kilometer från Floridas kust.